# Eugen Steimle
Eugen Steimle (ur. 8 grudnia 1909 w Neubulach, zm. 9 października 1987 w Wilhelmsdorf) – SS-Standartenführer, dowódca Sonderkommanda 7a i 4b oraz zbrodniarz hitlerowski.
Steimle studiował historię i językoznawstwo na uniwersytecie w Tübingen i w Berlinie. W 1932 roku wstąpił do NSDAP (numer legitymacji 272.575) oraz w kwietniu 1936 do SD. We wrześniu 1936 został kierownikiem SD w Stuttgarcie. Od 7 września do 10 grudnia 1941 dowódca Sonderkommanda 7a działającego w ramach Einsatzgruppe B. Jego oddział wymordował ok. 500 Żydów. Od sierpnia 1942 do stycznia 1943 dowodził Sonderkommandem 4a, które wchodziło w skład Einsatzgruppe C. Następnie stał na czele Departamentu VIb w ramach RSHA.
Po wojnie sądzony w procesie Einsatzgruppen. Skazany został na karę śmierci przez powieszenie, którą następnie zamieniono na 20 lat. Zwolniony z więzienia został w roku 1954.